# Thlaspi pulvinata
Thlaspi pulvinata är en korsblommig växtart som beskrevs av Mozaff. Thlaspi pulvinata ingår i släktet skärvfrön, och familjen korsblommiga växter. Inga underarter finns listade i Catalogue of Life.